# Моча
Мо́ча (словац. Moča) — село в окрузі Комарно Нітранського краю Словаччини. Площа села 17,87 км². Станом на 31 грудня 2015 року в селі проживав 1151 житель.

## Історія
Перші згадки про село датуються 1208 роком.

## Населення
| Рік:            | 1994. | 2004.   | 2014.   | 2024.   |
| --------------- | ----- | ------- | ------- | ------- |
| Кількість осіб: | 1190  | 1173    | 1133    | 1145    |
| Різниця:        |       | -1,42 % | -3,41 % | +1,05 % |

| Рік:            | 2023. | 2024.   |
| --------------- | ----- | ------- |
| Кількість осіб: | 1149  | 1145    |
| Різниця:        |       | -0,34 % |